# دانفيل (جورجيا)
دانفيل (بالإنجليزية: Danville, Georgia)‏ هي بلدة تقع في مقاطعة تويغز, مقاطعة ويلكينسون بولاية جورجيا في الولايات المتحدة. تبلغ مساحتها 2.1 (كم²)، وترتفع عن سطح البحر 137 م، بلغ عدد سكانها 373 نسمة في عام 2000 حسب إحصاء مكتب تعداد الولايات المتحدة وتصل الكثافة السكانية فيها 177.6 نسمة/كم2.

## أعلام
- ريتشارد جيويل

## وصلات خارجية
- The US50 - Cities and Towns in Georgia State
- Georgia Cities and Towns, Facts, Map, Flag, Colleges, Government, and More